# Strażnica WOP Zakopane

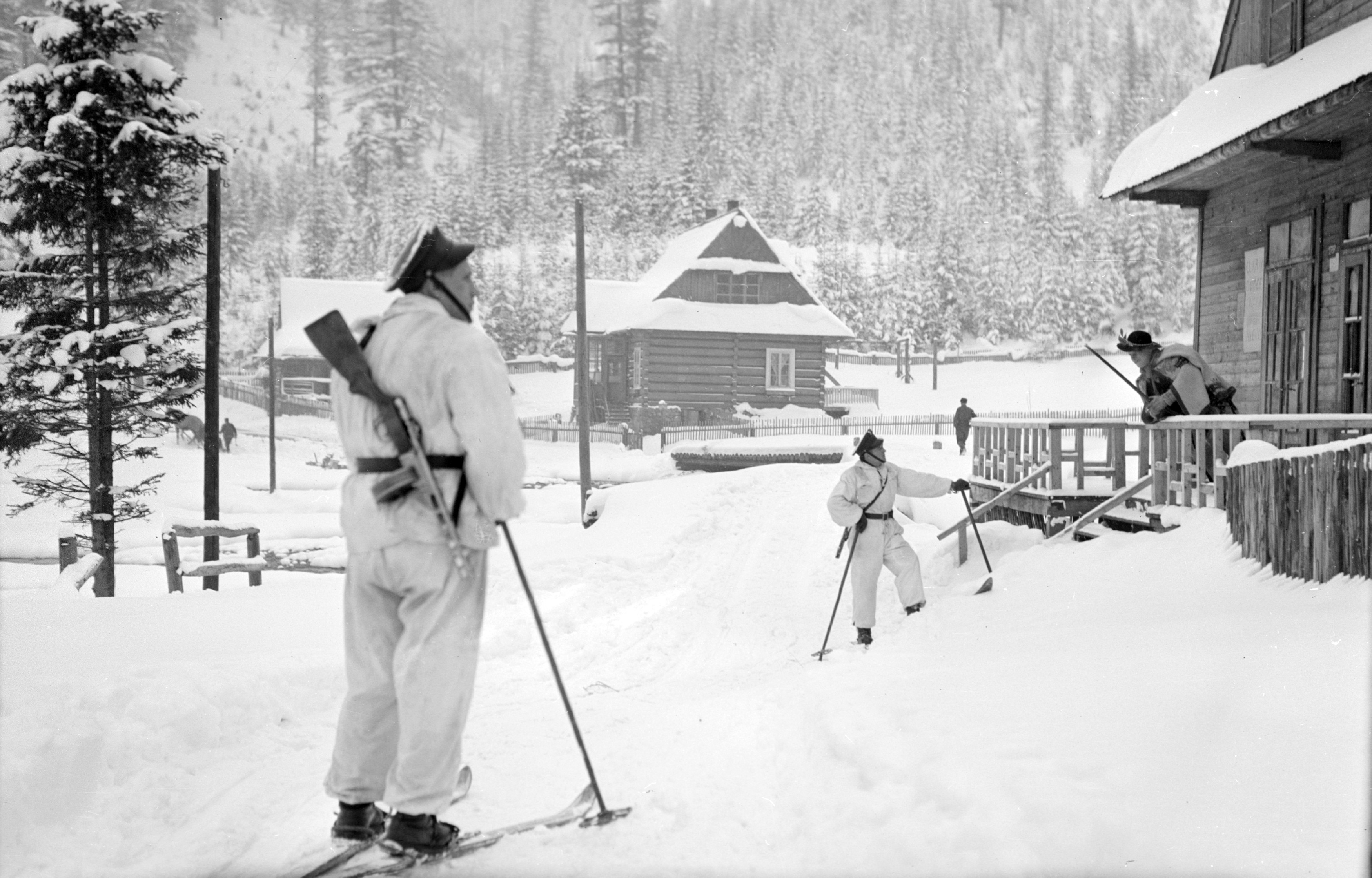
Żołnierze WOP w ubraniu maskującym podczas pełnienia służby granicznej na nartach z PPSz-41 w czasie prowadzenia rozmowy z góralem (1950–1951)

Strażnica Wojsk Ochrony Pogranicza Kuźnice/Kościelisko/Zakopane – zlikwidowany podstawowy pododdział graniczny Wojsk Ochrony Pogranicza pełniący służbę graniczną na granicy granicy polsko-czechosłowackiej.

Strażnica Straży Granicznej w Zakopanem – zlikwidowana graniczna jednostka organizacyjna Straży Granicznej realizująca zadania bezpośrednio w ochronie granicy państwowej z Czechosłowacją/Republiką Słowacką.

## Formowanie i zmiany organizacyjne
Strażnica została sformowana w 1945 w strukturze 41 komendy odcinka jako 188 strażnica WOP (Kuźnice) o stanie 56 żołnierzy. Kierownictwo strażnicy stanowili: komendant strażnicy, zastępca komendanta do spraw polityczno-wychowawczych i zastępca do spraw zwiadu. Strażnica składała się z dwóch drużyn strzeleckich, drużyny fizylierów, drużyny łączności i gospodarczej. Etat przewidywał także instruktora do tresury psów służbowych oraz instruktora sanitarnego.

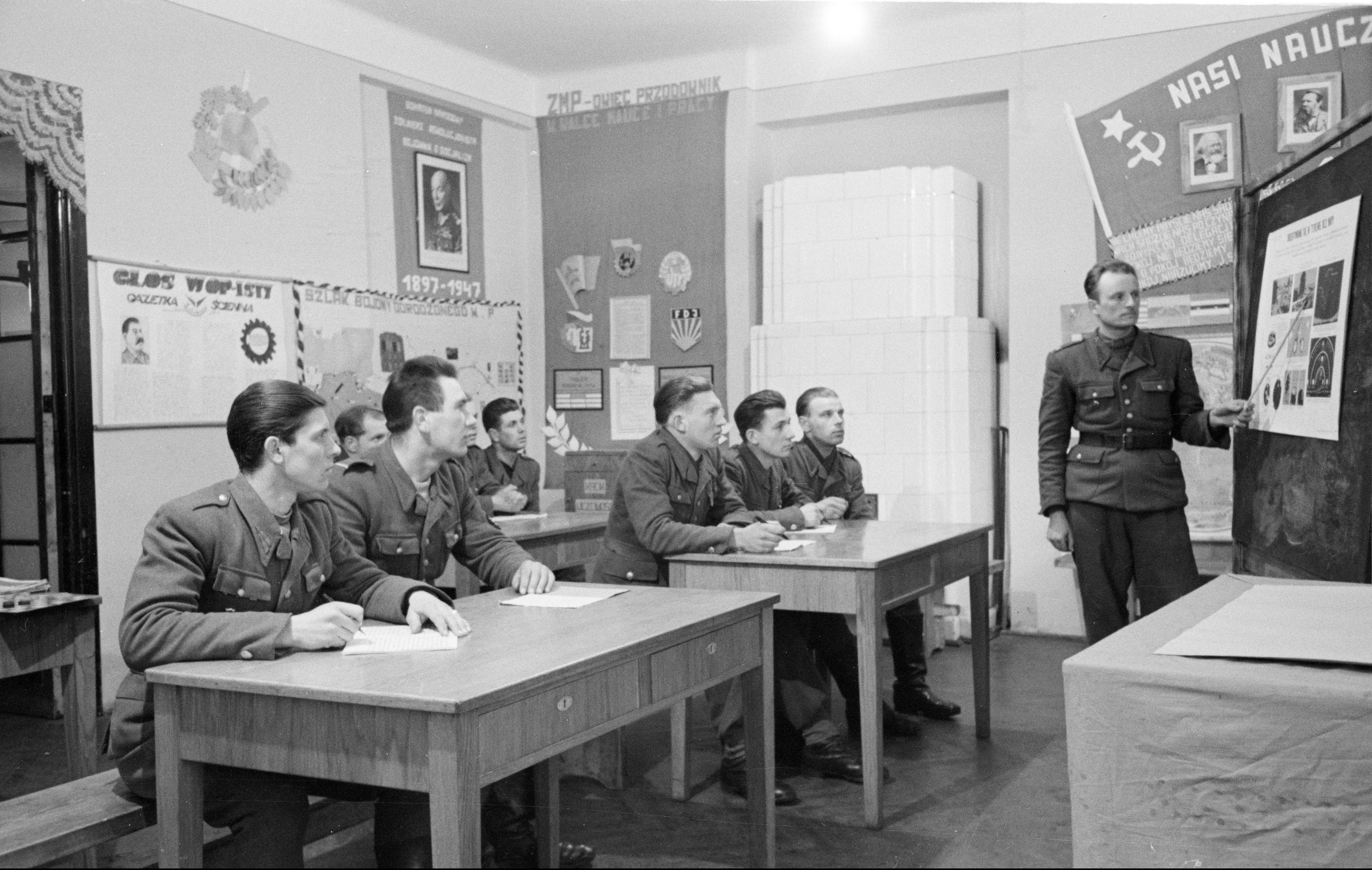
Żołnierze WOP w trakcie zajęć szkoleniowych (1950–1951)

Na początku 1947 obsada personalna strażnicy została wymieniona z obsadą 75 strażnicy WOP Przytor.
W związku z reorganizacją oddziałów WOP 24 kwietnia 1948, 188 strażnica OP Kuźnica została włączona w struktury 53 batalionu Ochrony Pogranicza, a 1 stycznia 1951 32 batalionu WOP w Nowym Targu.
Od 15 marca 1954 wprowadzono nową numerację strażnic, a strażnica WOP Zakopane-Kuźnica I kategorii otrzymała nr 192 w skali kraju. 
W 1956 rozpoczęto numerowanie strażnic na poziomie brygady. Strażnica II kategorii Zakopane miała nr 6 w 3 Brygadzie Wojsk Ochrony Pogranicza .
1 stycznia 1960 była jako 16 strażnica WOP Zakopane kategorii III w strukturach 32 batalionu WOP w Nowym Targu .
1 stycznia 1964 10 placówka WOP Zakopane miała status III kategorii w strukturach 32 batalionu WOP Nowym Targu.
1 czerwca 1976, w związku z przejściem na dwuszczeblowy system dowodzenia, rozwiązano 32 Batalion WOP w Nowym Targu. W jego miejsce zorganizowano placówkę zwiadu i kompanię odwodową, a podległe strażnice i placówki zostały włączone bezpośrednio pod sztab 3 Karpackiej Brygady WOP w Nowym Sączu, w tym Placówka WOP Zakopane.

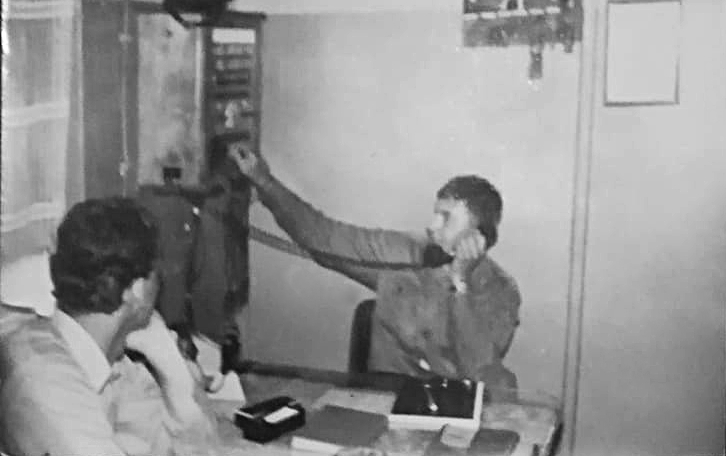
Pomocnik dyżurnego operacyjnego strażnicy przy centrali telefonicznej CB-20 (1986)

W lipcu 1983 w strukturach Karpackiej Brygady WOP odtworzono bataliony graniczne WOP w: Nowym Targu i Sanoku, w strukturach tego pierwszego funkcjonowała Strażnica WOP Zakopane.
W 1990 Strażnica WOP Zakopane była w strukturach Karpackiej Brygady WOP w Nowym Sączu.
Straż Graniczna:
15 maja 1991 po rozwiązaniu Wojsk Ochrony Pogranicza, 16 maja 1991 strażnica w Zakopanem weszła w podporządkowanie Karpackiego Oddziału Straży Granicznej i przyjęła nazwę Strażnica Straży Granicznej w Zakopanem (Strażnica SG w Zakopanem).
Jako Strażnica Straży Granicznej w Zakopanem funkcjonowała do 23 sierpnia 2005 i 24 sierpnia 2005, Ustawą z 22 kwietnia 2005 O zmianie ustawy o Straży Granicznej..., została przekształcona na Placówkę Straży Granicznej w Zakopanem (PSG w Zakopanem) w strukturach Karpackiego Oddziału Straży Granicznej.

## Ochrona granicy

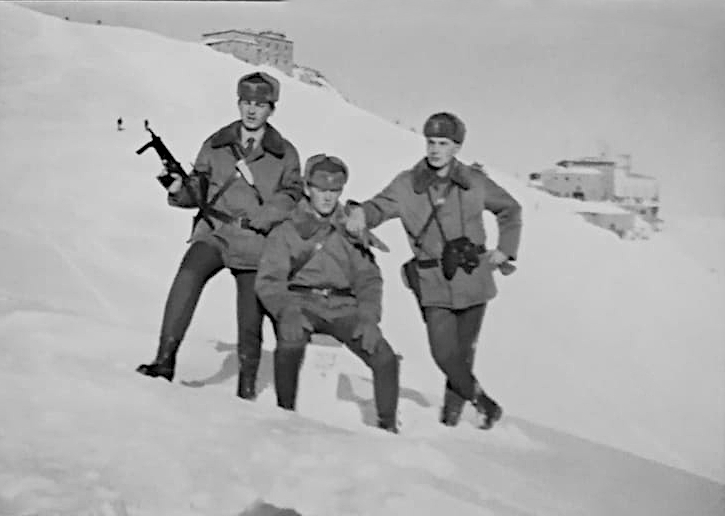
Żołnierze WOP z pistoletami maszynowymi
PM-63 RAK i lornetką 7 x 45 (1986)

W 1956 na ochranianym odcinku przez 6 strażnicę WOP Zakopane Kuźnica funkcjonował punkt kontroli ruchu turystycznego, w których kontrolę graniczną i celną osób, towarów wykonywała załoga strażnicy:
- PKRT Kasprowy Wierch.

W okresie 3.01.1962–18.09.1964 na ochranianym odcinku przez strażnicę WOP Zakopane funkcjonowało przejście graniczne dla ruchu turystycznego w którym kontrolę graniczną i celną osób oraz towarów wykonywała załoga strażnicy:
- Kasprowy Wierch.

W ochronie granicy dowódcy strażnicy ściśle współpracowali ze swoimi odpowiednikami tj. naczelnikami placówek OSH (Ochrana Statnich Hranic) CSRS.

## Sąsiednie graniczne jednostki organizacyjne
- 187 strażnica WOP Skała ⇔ 189 strażnica WOP Rostki – 1946
- 187 strażnica OP Łysa Polana ⇔ 189 strażnica OP Kiry – 1949
- 191 strażnica WOP Łysa Polana ⇔ 193 strażnica WOP Kiry – 15.03.1954
- 5 strażnica WOP Łysa Polana kat. II ⇔ 7 strażnica WOP Kiry kat. I – 1956
- Strażnica WOP Łysa Polana ⇔ Strażnica WOP Kiry – 1957
- 17 strażnica WOP Łysa Polana kat. III ⇔ 15 strażnica WOP Kiry kat. II – 1.01.1960
- 11 strażnica WOP Łysa Polana kat. IV ⇔ 9 placówka WOP Witów kat. II – 1.01.1964
- Strażnica WOP Łysa Polana ⇔ Strażnica WOP Witów – 1990[12]

Straż Graniczna:
- Strażnica SG na Łysej Polanie ⇔ Strażnica SG w Witowie – 16.05.1991[14]
- Strażnica SG na Łysej Polanie ⇔ Strażnica SG w Podczerwonem – 1999[14]
- GPK SG na Łysej Polanie ⇔ Strażnica SG w Podczerwonem – 16.10.2002[14]
- GPK SG na Łysej Polanie ⇔ GPK SG w Chyżnem – 2.05.2004[14].